# Negroroncus
Negroroncus es un género de pseudoscorpiones de la familia Ideoroncidae.  Se distribuye por África.

## Especies
Según Pseudoscorpions of the World 1.2::
- Negroroncus aelleni Vachon, 1958
- Negroroncus africanus (Redikorzev, 1924)
- Negroroncus azanius Mahnert, 1981
- Negroroncus densedentatus Mahnert, 1981
- Negroroncus gregoryi Mahnert, 1981
- Negroroncus jeanneli Vachon, 1958
- Negroroncus kerenyaga Mahnert, 1981
- Negroroncus laevis Beier, 1972
- Negroroncus longedigitatus Beier, 1944
- Negroroncus minutus Beier, 1967
- Negroroncus rhodesiacus Beier, 1964
- Negroroncus silvicola Mahnert, 1981
- Negroroncus tsavoensis Mahnert, 1981

## Publicación original
- Beier, 1931: Neue Pseudoscorpione der U. O. Neobisiinea. Mitteilung aus dem Zoologischen Museum in Berlin, vol.17, p.299-318.